# Amt Prüm (Kurtrier)
Das Amt Prüm war ein von 1576 bis zum Ende des 18. Jahrhunderts bestehender Verwaltungs- und Gerichtsbezirk im Kurfürstentum Trier.

## Geschichte
Grundlage des Amtes war der Besitz der Reichsabtei Prüm (später auch als Fürstentum der Reichsabtei Prüm bezeichnet). 1574 bevollmächtigte Papst Gregor XIII. Kurtrier, die Abtei einzuverleiben, 1575 erfolgte die kaiserliche Bestätigung. Mit der Huldigung Kurtriers durch die Einwohner wurde die Inbesitznahme 1576 abgeschlossen. Seit 1576 fungierten die Kurfürsten und Erzbischöfe von Trier an Stelle des Abtes als „Administratoren“ der Abtei. Vor Ort war ein Amtmann der Vertreter der kurtrierschen Landesherrschaft.
Im 18. Jahrhundert war das Amt dem Oberamt Prüm nachgeordnet. Im Jahr 1778 wurden die Orte Fumay und Fépin an Frankreich abgetreten. Mit der Einnahme des Linken Rheinufers durch französische Revolutionstruppen wurde das Amt nach 1794 aufgelöst. In der Franzosenzeit gehörte das Gebiet zum Arrondissement de Prüm im Département de la Sarre. Als Folge des Wiener Kongresses kam das Amtsgebiet Prüm 1815 an Preußen. Aus dem Arrondissement Prüm wurde der Kreis Prüm.

## Umfang
1784 bestand das Amt aus der Stadt Prüm, 15 Schultheißereien, einer Meierei und 6 Dörfern mit zusammen 1187 Wohnhäusern.
| Ort | Wohnhäuser 1784 |
| --- | --------------- |
| Stadt Prüm | 334             |
| Schultheißerei Birresbom mit Rom | 51              |
| Schultheißerei Bleialff mit Brandscheid, Buchet, Halenfeld, Langenfeld, Mützenich, Niderlascheid, Schaweiller, Urb und Winterscheid | 149             |
| Schultheißerei Büdesheim | 49              |
| Schultheißerei Gondenbret mit Obermehlen und Wascheid                                                                               | 39              |
| Schultheißerei Hermespand mit Dausfeld und Willwerath                                                                               | 19              |
| Schultheißerei Mürlebach | 47              |
| Schultheißerei Niderprum mit Nidermehlen, Steinmehlen und Weinsfeld                                                                 | 40              |
| Schultheißerei Olzheim | 24              |
| Schultheißerei Rommersheim mit Ellwerath                                                                                            | 30              |
| Schultheißerei Seffern mit Balesfeld, Burbach, Feuerscheid, Heilenbach, Huscheid, Lasell, Schleid, Waweren und Weich                | 134             |
| Schultheißerei Sellerich mit Herscheid und Hontheim                                                                                 | 29              |
| Schultheißerei Schwierzheim | 20              |
| Schultheißerei Wallersheim | 38              |
| Schultheißerei Wetteldorff mit Schweißthal, Seiwerat und Reuland                                                                    | 40              |
| Schultheißerei Winterspelt mit Eigelscheid, Elchard, Himeres, Uhren und Wallmerat                                                   | 24              |
| daunischer Hof mit Oberlascheid und Radscheid                                                                                       | 18              |
| Hinterhausen | 5               |
| Lissingen | 34              |
| Ooß | 18              |
| Kopp | 15              |
| Niderhersdorff | 14              |
| Oberlauch | 6               |

## Oberamt Prüm
Anfang des 18. Jahrhunderts wurde die hohe Gerichtsbarkeit für die dazugehörigen Ämter in Prüm konzentriert. Auch wurde die Funktion des Amtmanns zunehmend in Personalunion durch den Amtmann im Amt Bernkastel wahrgenommen. So war der letzte kurtrierer Amtmann Franz Hugo Edmund Freiherr Beisel von Gymnich Oberamtmann von Prüm, Schönberg und Schönecken. Dem Oberamt Prüm war neben dem Amt Prüm auch das Amt Schönberg und das Amt Schönecken nachgeordnet.